# جک رینور
جک رینور (به انگلیسی: Jack Reynor؛ زادهٔ ۲۳ ژانویهٔ ۱۹۹۲) یک هنرپیشه ایرلندی-آمریکایی است. وی از سال ۲۰۰۰ میلادی تاکنون مشغول فعالیت بوده‌است.

## زندگی و حرفه
جک رینور در ۲۳ ژانویه ۱۹۹۲ در کلرادو به دنیا آمد، او به همراه مادرش که اصالتی ایرلندی دارد در بولدر زندگی کرد. وقتی او دو سال داشت به همراه مادرش به والی‌مونت، روستایی در ایرلند، نقل مکان کرد و در آنجا مشغول تحصیل شد. در سال ۱۹۹۹ او به دوبلین رفت و در سال ۲۰۰۴ در دانشگاه بلورد به تحصیل پرداخت، او در این مدت در برنامه‌های تئاتر حضور داشت.
رینور اولین بار در سال ۲۰۰۰ و با فیلم کشور وارد عرصه سینما شد. پس از آن رینور در فیلم آنچه ریچارد انجام داد به ایفای نقش پرداخت، بازی او در نقش ریچارد کرلسن تحسین شد، این فیلم دربارهٔ سقوط اخلاقی راگبی باز جوان است که در سال ۲۰۱۳ در جشنواره فیلم ترایبکا اکران شد. رینور برای این فیلم برنده جایزه بهترین بازیگر از جایزه فیلم و تلویزیون ایرلندی و نامزد دریافت جایزه بهترین بازیگر جوان بریتانیایی سال از سوی حلقه منتقدان فیلم لندن شد. در سال ۲۰۱۳، او برای بازی در فیلم تبدیل‌شوندگان: عصر انقراض، چهارمین فیلم از سری فیلم‌های تبدیل شوندگان، انتخاب شد. رینور در این فیلم با مارک والبرگ و نیکولا پلتز همبازی بود. این فیلم با موفقیت قابل توجهی در گیشه همراه بود و با فروشی بیشتر از یک میلیارد دلار به پرفروش‌ترین فیلم تاریخ چین تبدیل گشت.

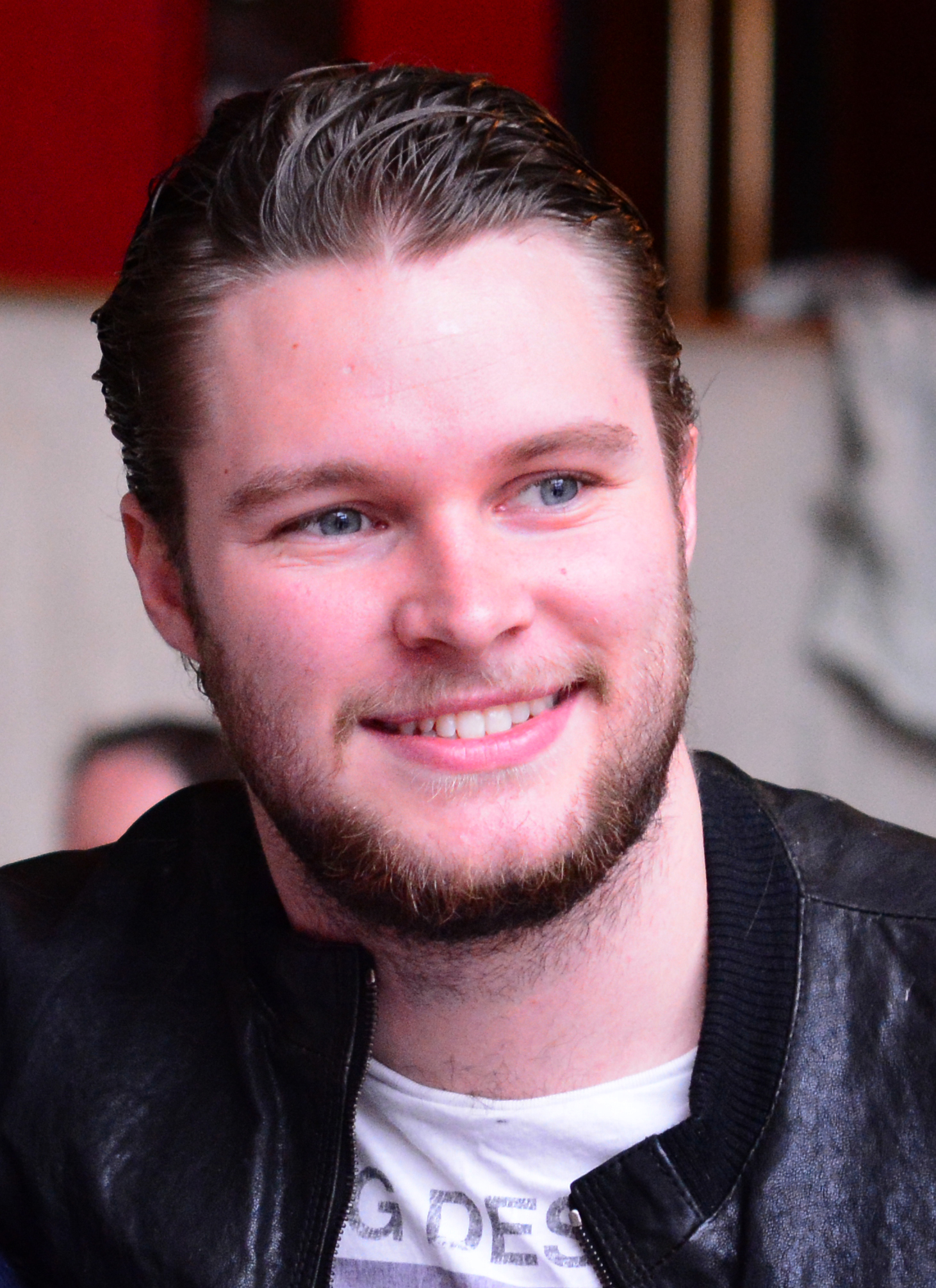
رینور در سال ۲۰۱۴

در سال ۲۰۱۴، برای بازی در فیلم سرزمین شیشه ای انتخاب شد که در آن، او نقش یک راننده تاکسی جوان را بازی می‌کند که تلاش می‌کند حس ساختار را در زندگی خود القا کند، در حالیکه مادرش از اعتیاد الکل رنج می‌برد. این فیلم در اوایل سال ۲۰۱۵، اکران شد. بازی او نیز مورد توجه منتقدان قرار گرفت و توانست جایزه ویژه هیئت داوران دراماتیک سینمای جهان از جشنواره فیلم ساندنس را از آن خود کند.
در سال ۲۰۱۵، در فیلم مکبث که بر پایه تراژدی مکبث اثر ویلیام شکسپیر است با مایکل فاسبندر و ماریون کوتیار همبازی شد. این فیلم نیز با تحسین منتقدان همراه بود و در جشنواره فیلم کن با تشویق ده دقیقه ای روبرو شد. در سال ۲۰۱۶، در فیلم‌های خیابان آواز، آتش آزاد و دست‌نوشته محرمانه و در سال ۲۰۱۷، در فیلم‌های مردی با قلب آهنین و دیترویت به ایفای نقش پرداخت. رینور در سال ۲۰۱۸، در فیلم‌های کین، بر اساس جنسیت و موگلی: افسانه جنگل ظاهر شد. در فیلم موگلی، با بازیگرانی چون کریستین بیل، بندیکت کامبربچ و کیت بلانشت همبازی بود. در این فیلم با استفاده فناوری تشخیص چهره از حرکات او در فیلم استفاده شد.

## زندگی شخصی
جک رینور یک خواهر و یک برادر دارد. نامزد او مدلین مولکئین، مدل و بدنساز ایرلندی است.

## فیلم‌شناسی

### سینمایی
| سال  | نام                      | نقش           | یادداشت                         |
| ---- | ------------------------ | ------------- | ------------------------------- |
| ۲۰۱۲ | آنچه ریچارد انجام داد    | ریچارد کارلسن |                                 |
| ۲۰۱۲ | خانه عروسک‌ها             | رابی          |                                 |
| ۲۰۱۳ | مأمور تحویل              | جاش           |                                 |
| ۲۰۱۴ | تبدیل‌شوندگان: عصر انقراض | شین دیسون     |                                 |
| ۲۰۱۴ | سرزمین شیشه ای           | جان           |                                 |
| ۲۰۱۵ | مکبث                     | مالکوم        |                                 |
| ۲۰۱۶ | خیابان آواز              | برندن لاولور  |                                 |
| ۲۰۱۶ | آتش آزاد                 | هری           |                                 |
| ۲۰۱۶ | دست‌نوشته محرمانه         | مایکل مک‌نالتی |                                 |
| ۲۰۱۷ | مردی با قلب آهنین        | یوزف گابچیک   |                                 |
| ۲۰۱۷ | دیترویت                  | رونالد        |                                 |
| ۲۰۱۸ | کین                      | جیمی          |                                 |
| ۲۰۱۸ | بر اساس جنسیت            | جیم بوزارد    |                                 |
| ۲۰۱۸ | موگلی: افسانه جنگل       | برادر گرگ     | ضبط حرکت                        |
| ۲۰۱۹ | میدسامر                  | کریستین       |                                 |
| ۲۰۱۹ | بین                      |               | فیلم کوتاه - کارگردان و نویسنده |
| ۲۰۲۱ | چری                      | روی           |                                 |

### تلویزیون
| سال        | نام               | نقش        | یادداشت        |
| ---------- | ----------------- | ---------- | -------------- |
| ۲۰۱۸–۲۰۱۹  | فرشته عجیب و غریب | جک پرسونز  | از نقش‌های اصلی |
| ۲۰۲۲-اکنون | پریفرال           | برتون فیشر | نقش اصلی       |

## جوایز

### جوایز ایفتا
| سال  | فیلم                  | دسته‌بندی                                                 | نتیجه    |
| ---- | --------------------- | -------------------------------------------------------- | -------- |
| ۲۰۱۳ | آنچه ریچارد انجام داد | جایزه فیلم و تلویزیون ایرلندی ستاره نوظهور               | نامزدشده |
| ۲۰۱۳ | آنچه ریچارد انجام داد | جایزه فیلم و تلویزیون ایرلندی بهترین بازیگر              | پیروز    |
| ۲۰۱۵ | سرزمین شیشه‌ای         | جایزه فیلم و تلویزیون ایرلندی بهترین بازیگر نقش اول مرد  | نامزدشده |
| ۲۰۱۶ | خیابان آواز           | جایزه فیلم و تلویزیون ایرلندی بهترین بازیگر نقش مکمل مرد | پیروز    |
| ۲۰۲۰ | بین                   | جایزه فیلم و تلویزیون ایرلندی بهترین فیلم کوتاه          | نامزدشده |

### جوایز دیگر
| سال  | فیلم                  | دسته‌بندی                                                | نتیجه    |
| ---- | --------------------- | ------------------------------------------------------- | -------- |
| ۲۰۱۲ | خانه عروسک‌ها          | جشنواره بین‌المللی فیلم اودسا بهترین بازی                | پیروز    |
| ۲۰۱۲ | آنچه ریچارد انجام داد | جشنواره بین‌المللی فیلم دوبلین بهترین بازیگر             | نامزدشده |
| ۲۰۱۳ | آنچه ریچارد انجام داد | حلقه منتقدان فیلم لندن بهترین بازیگرجوان بریتانیایی سال | نامزدشده |
| ۲۰۱۴ | خودش                  | جوایز سینماسون ستاره نوظهور                             | پیروز    |
| ۲۰۱۴ | خودش                  | جشنواره بین‌المللی فیلم ریچارد هریس استعداد نوظهور       | پیروز    |
| ۲۰۱۵ | سرزمین شیشه‌ای         | جشنواره فیلم ساندنس جایزه ویژه هیئت داوران دراماتیک     | پیروز    |
| ۲۰۱۶ | خیابان آواز           | منتقدان فیلم مکزیک بهترین بازیگر نقش مکمل مرد           | نامزدشده |
| ۲۰۱۹ | بین                   | گال وی فیلم جایزه بهترین فیلم کوتاه                     | پیروز    |
| ۲۰۲۰ | میدسامر               | جوایز سین ایفوریا بهترین بازیگر مرد                     | نامزدشده |
| ۲۰۲۰ | میدسامر               | جوایز سین ایفوریا بهترین گروه بازیگری                   | نامزدشده |